# Garage Olimpo
Garage Olimpo és una pel·lícula argentina-italiana dramàtica-històrica de 1999 dirigida per Marco Bechis i protagonitzada per Antonella Costa, Carlos Echevarría, Enrique Piñeyro i Dominique Sanda. La pel·lícula relata l'ocorregut en els centres de detenció clandestins creats per la última dictadura cívic-militar argentina (1976-1983), i els episodis de terrorisme d'Estat i tortura que van sofrir els desapareguts durant aquesta època. El director va ser ell mateix un detingut-desaparegut en un dels centres clandestins de detenció de la dictadura.
Es va estrenar el 2 de setembre de 1999 i va ser guanyadora de molts premis nacionals i internacionals, entre ells en el 52è Festival Internacional de Cinema de Canes (Selecció Oficial "Un Certain Regard"),. el de Millor Film al Festival de Cartagena, el Primer Premi del Festival de Cinema de l'Havana, el Colón d'Or al Festival de Huelva i el Premi Fènix en el Festival de Santa Bàrbara.

## Sinopsi

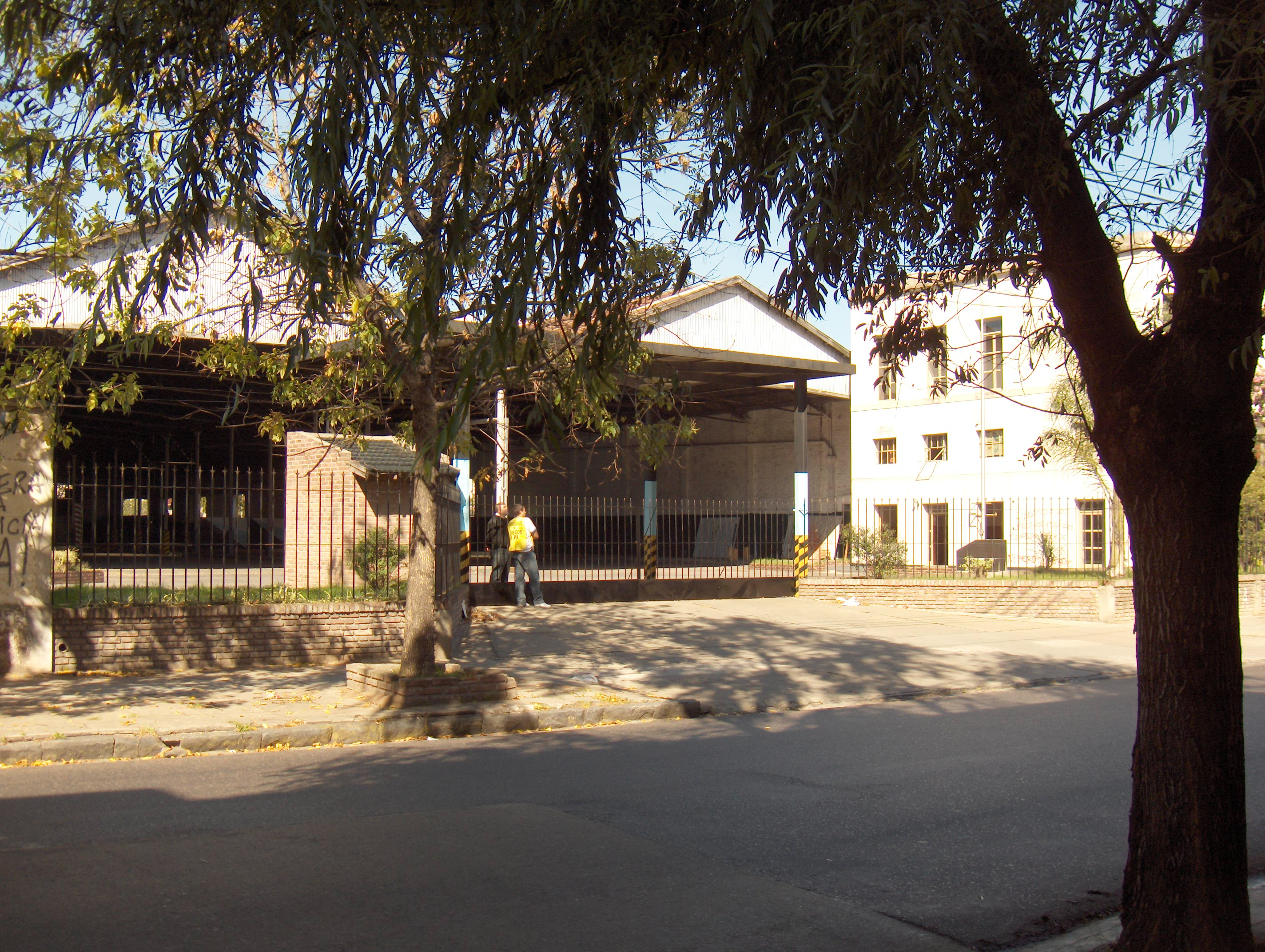
Vista exterior del centre clandestí de detenció L'Olimp.

Ambientada durant la dictadura militar que va governar l'Argentina de 1976 a 1983, narra la història de la detenció clandestina, tortura i mort després de ser llançada des d'un avió de María, una activista política i alfabetitzadora portada a un centre clandestí de detenció conegut com Garage Olimpo, que va estar situat a la ciutat de Buenos Aires.
María viu al costat de la seva mare en una gran casa que alhora és una pensió on té com a inquilí a Félix, un jove tímid i maco enamorat de María qui resulta ser soldat repressor del Garage Olimpo. Ella, en un intent desesperat i creient que és la seva única via de fuita, intenta enamorar a Félix en captivitat. Després d'un esdeveniment inesperat Félix no intenta salvar a María del seu destí fatal.

## Repartiment
- Antonella Costa (María)
- Carlos Echevarria (Félix)
- Enrique Piñeyro (Tigre)
- Pablo Razuk (Texas)
- Chiara Caselli (Ana)
- Dominique Sanda (Diana)
- Paola Bechis (Gloria)
- Adrián Fondari (Rubio)
- Marcelo Chaparro (Turco)
- Miguel Oliveira (Nene)
- Ruy Krieger (Francisco)
- Marcos Montes (Víbora)
- Érica Rivas (Hija de Tigre)
- Gonzalo Urtizberea (Capellán militar)
- Roly Serrano (Escribano)
- Erasmo Olivera (Prisionero Desnudo)
- Jean Pierre Reguerraz (Juan Carlos)
- Déborah Vidret
- Camilo Gomez

## Premis
- 1999: Primer Premi, Gran Coral, del Festival de l'Havana.
- 1999: Premi de la Crítica Cubana a Marco Bechis del Festival de l'Havana.
- 1999: Premi Glauber Rocha a Marco Bechis del Festival de l'Havana.
- 1999: Premio Memòria Martin Luther King a Marco Bechis del Festival de l'Havana.
- 1999: Premi a Documental per la Memòria a David Blaustein del Festival de l'Havana.
- 1999: Premi OCIC a Marco Bechis del Festival de l'Havana.
- 1999: Colón d'Or del Festival de Huelva.
- 1999: Premi Alejandro, del Festival de Cinema de Thessaloniki.
- 1999: Premi FIPRESCI, del Festival de Cinema de Thessaloniki.
- 2000: Premi Lucas (Secció Joventut), del Lucas Festival Internacional de Pel·lícules per a Nens i Joves.
- 2000: Premi C.I.F.E.J. - Esment Especial, del Lucas Festival Internacional de Pel·lícules per a Nens i Joves.
- 2000: Premi al millor guió a la VI Mostra de Cinema Llatinoamericà de Lleida.:[5]
- 2000: Còndor de Plata al Millor Director i al Millor Muntatge de l'Associació Argentina de Crítics de Cinema.
- 2000: Millor Pel·lícula del Festival Internacional de Cinema de Cartagena de Indias.
- 2000: Millor Director, Premis David di Donatello.
- 2000: Premio Fènix del Festival Internacional de Cinema de Santa Barbara.